# Хенри Опасност
Хенри Опасност (енгл. Henry Danger) америчка је играна суперхеројска телевизијска комедија ситуације коју су створили Ден Шнајдер и Дејна Олсен. Серија је премијерно емитована у Сједињеним Америчким Државама 26. јула 2014, на каналу Никелодион, а, најављено је да ће имати 127 епизода емитованих у 5 сезона са финалном епизодом која ће се бити емитована 21. марта 2020. Главне улоге у серији тумачили су Џејс Норман, Купер Барнс, Рил Даунс, Шон Рајан Фокс, Ела Андерсон и Мајкл Коен, који се у петој сезони придружио главној глумачкој постави, јер је у првих четири сезона његов лик био споредан.
Серија је на 30. додели Награде по избору деце (2017) победила у категорији „Омиљена ТВ емисија — дечја емисија”. Годину дана касније, освојила је две Муахс награде за најбоље фризуре и шминку у дечјем и тинејџерском програму. Хенри Опасност је 2015, 2016. и 2018. године номинован за „Омиљену ТВ емисију”, а 2019.. за „Омиљену комичну ТВ емисију”, на доделама Награде по избору деце. Радња се одвија у измишљеном граду по имену Свелвју који од криминалаца чува двојац суперхероја, Капетан Мен (Реј Манчестер) и Кид Опасност (Хенри Харт), уз помоћ Хенријевих најбољих пријатеља Шарлот и Џаспера, његове сестре, Пајпер, и Рејевог пријатеља научника и техничара, Швоза.
У Србији, Црној Гори, Републици Српској и Северној Македонији серија је премијерно приказана 5. јула 2015. године на каналу Никелодион, а финална епизода је емитована 18. октобра 2020. Синхронизована је на српски језик. Синхронизацију је радио студио Голд диги нет. Уводна шпица је такође синхронизована. Серија нема ДВД издања.

## Радња
Хенри Харт, уз помоћ својих пријатеља — Шарлот и Џаспера — покушава да пронађе посао како би зарадио; после неког времена Шарлот проналази оглас за потребног радника у продавници Junk-N-Stuff, за који нису потребне посебне вештине, што је Хенрију одговарало. Сутрадан је отишао у продавницу на разговор за посао, где је упознао власника, Реја Манчестера, који се, издувавши балон жваке коју је појео, трансформисао у Капетана Мена — неуништивог суперхероја Свелвјуа (града у којем се одвија радња). Након тестирања Хенријевих способности, Реј га је ангажовао за посао помоћника. Након неког времена рада са Капетаном Меном, Хенри је све више запостављао школске обавезе и друштво, због чега је Шарлот постала сумњичава. Једне вечери, када се Хенри касно увече вратио кући, она га је већ чекала у његовој соби. Рекла му је како је схватила открила његов идентитет, те је он одустао од лагања и признао јој да је он Кид Опасност. Следећег дана, покушао је да објанси Реју шта се десило, али га је он истог момента отпустио. Шарлот се осећала ужасно, те је искористила свој интелект како би пронашла Мобогриза — зликовца за којим Капетан Мен већ неко време трага — након чега га је Хенри ухватио и преписао све заслуге Капетану Мену. Реј поново ангажује Хенрија, и на његов наговор запошљава и Шарлот, након тестирања њених способности.
У међувремену, Џаспер је проводио доста времена са Хенријевом млађом сестром Пајпер, која је користила његову лаковернсот како би добила шта жели, иако није могла да поднесе његову присутност, као ни чудне опсесије попут скупљања канти. Временом се велики број направа у Мен пећини покварио, тако да је Реј подлегао притиску Хенрија и Шарлот и позвао свог бившег сарадника, Швоза, који је прошли пут добио отказ јер је Реју преотео девојку. Након што је све поправио, Швоз се тужно спремао да их опет напусти, али је Хенри успео да наговори Реја да Швозу да другу шансу. После неког времена, Хенри је у свом школском ормарићу пронашао поруку са натписом „знам твоју тајну”, што га је забринуло јер је његова једина тајна била суперхеројски идентитет. Убрзо је открио да Џаспер стоји иза ње, након чега му је признаје да је он Кид Опасност и трансформисао се испред њега. Међутим, тајна за коју је Џаспер открио није имала везе са тим, те је Капетан Мен био приморан да му обрише памћење. Ипак, Хенри му није дао да то учини, претивши отказом, тако да је Реј нерадо прихватио да Џаспера запосли као касира у Junk-N-Stuff-у.

## Епизоде
| Сезона | Сезона | Епизоде | Премијерно приказивање (САД) | Премијерно приказивање (САД) | Премијерно приказивање (Србија) | Премијерно приказивање (Србија) |
| Сезона | Сезона | Епизоде | Прва епизода                 | Последња епизода             | Прва епизода                    | Последња епизода                |
| ------ | ------ | ------- | ---------------------------- | ---------------------------- | ------------------------------- | ------------------------------- |
|        | 1      | 26      | 26. јул 2014.                | 16. мај 2015.                | 5. јул 2015.                    | 6. март 2016.                   |
|        | 2      | 19      | 12. септембар 2015.          | 17. јул 2016.                | 3. јул 2016.                    | 8. јануар 2017.                 |
|        | 3      | 20      | 17. септембар 2016.          | 7. октобар 2017.             | 9. април 2017.                  | 8. април 2018.                  |
|        | 4      | 22      | 21. октобар 2017.            | 20. октобар 2018.            | 27. мај 2018.                   | 3. март 2019.                   |
|        | 5      | 40      | 3. новембар 2018.            | 21. март 2020.               | 28. април 2019.                 | 18. октобар 2020.               |

## Ликови
- Хенри Харт (енгл. Henry Hart) је тинејџер који је у потрази за послом игром случајева постао помоћник суперхероја свог родног града. Под маском је познат као Кид Опасност (енгл. Kid Danger), а своје суперхеројске обавезе је породици и пријатељима прекрио радом у продавници Junk N' Stuff, која је и сама маска за Мен пећину — седиште Капетана Мена. Како би имао шансе у борби са Дрексом, Хенрију је уз помоћ двоје Швозових познаника усађена супермоћ — хиперпокретљивост; међутим он ју је касније у борби са вирусом Рика Твитлера изгубио, што га није спречило да се и даље бори против злочина.
- Реј Манчестер (енгл. Ray Manchester) је Свелвјуошки суперхерој који је као мали, у лабараторији свог оца, случајно прошао кроз машину која га је учинила неуништивим. Реј је своје моћи искористио да штити град од злочина, те је јавности био познат под именом Капетан Мен (енгл. Captain Man). Како је време пролазило, чинило му се да не може сав посао да обавља сам, те је, након тестирања његових способности, унајмио младог Хенрија Харта за свог помоћника. Незрео је, духовит и саркастичан, има велики его, али поред свега тога има најбоље намере — да очива мир у Свелвјуу.
- Шарлот Пејџ (енгл. Charlotte Page) је Хенријева и Џасперова најбоља пријатељица. Изузетно је паметна, те је сама открила Хенријев идентитет, због чега је добила посао у Мен пећини, користивши своје интелектуалне способности да помогне Капетану Мену и Киду Опасност у борби против злочина, али и здрав разум да их одврати од сулудих идеја.
- Џаспер Данлоп (енгл. Jasper Dunlop) је Хенријев и Шарлотин најбољи пријатељ. Доброћудан је и искрен, али и веома лаковеран, због чега га Хенријева сестра Пајпер често искоришћава. Игром случајева је сазнао идентитет Кида Опасност, те га је, уз Хенријев наговор, Реј запослио у Junk N' Stuff-у као касира, који чува улаз у Мен пећину.
- Пајпер Харт (енгл. Piper Hart) је Хенријева млађа сестра и председница „Мен фанова” — групе обожаваоца Капетана Мена и Кида Опасност. Опседнута је друштвеним мрежама и популарношћу, темпераментна је и увек зна шта жели, а такође има и проблеме са бесом због којих је ишла на терапије. Последња се прикључила раду у Мен пећини, јер је касно открила њихове идентитете.
- Швоз Шварц (енгл. Schwoz Schwartz) је изумитељ свих направа Капетана Мена, као и саме Мен пећине. Још пре него што је Хенри добио посао, Реј је отпустио Швоза јер му је овај преотео девојку, али је касније био приморан да га позове назад јер су направе у Мен пећини почеле да се кваре. Иако има доста чудних навика, доброћудан је и увек прискаче у помоћ када је потребна.

## Улоге
| Лик                   | Глумац                | Српски глас                                                                    |
| --------------------- | --------------------- | ------------------------------------------------------------------------------ |
| Хенри Харт            | Џејс Норман           | Алекса Станиловић (говор) Mateya (певање)                                      |
| Реј Манчестер         | Купер Барнс           | Стеван Пиале (говор) Марко Марковић (певање)                                   |
| Шарлот Пејџ           | Рил Даунс             | Мина Ненадовић (С1—5) (говор) Анђела Џаферовић (С5)                            |
| Џаспер Данлоп         | Шон Рајан Фокс        | Никола Тодоровић (говор) Владан Слијепчевић (певање)                           |
| Пајпер Харт           | Ела Андерсон          | Ивана Тењовић (говор) Ивона Рамбосек (певање)                                  |
| Швоз Шварц            | Мајкл Коен            | Томаш Сарић (С1) Бојан Хлишћ (С2—5)                                            |
| Џејк Харт             | Џефри Николас Браун   | Милош Ђуричић (говор) непознато (певање)                                       |
| Крис Харт             | Кели Саливан          | Нина Линта Лазаревић (С1) Михаела Стаменковић (С2—5) (говор) Ања Орељ (певање) |
| Мери Гаперман         | Кари Барет            | Милена Моравчевић                                                              |
| Трент Оверандер       | Винстон Стори         | Милош Дашић (говор) Милан Тубић (певање)                                       |
| Шарона Шејпен         | Џил Бенџамин          | Сања Петровић                                                                  |
| Мика Маклин (Вриска)  | Дејна Хит             | Јана Пауновић                                                                  |
| Мајлс Маклин (Дух)    | Теренс Литл Гарденхај | Марко Ћурчић                                                                   |
| Чапа Де Силва (Волта) | Хаван Флорес          | Мина Ивановић                                                                  |
| Оливер Пук            | Метју Џанг            | Огњен Мићовић                                                                  |
| Сидни Бирнбаум        | Џо Капријелијан       | Вељко Смиљанић                                                                 |
| Гуч                   | Дункан Браво          | Бранислав Платиша                                                              |
| Бритни Билски         | Лита Лопез            | Ана Мандић                                                                     |
| Мич Билски            | Ендру Колдвел         | Милан Антонић                                                                  |
| Џеф Билски            | Рајан Грасмејер       | Милан Антонић                                                                  |
| Биш Билски            | Мариса Барам          | Милена Моравчевић                                                              |
| Били Билски           | Гил Де Ст. Јеор       | Данко Ђорђевић                                                                 |
| Доктор Мињак          | Мајк Остроски         | Марко Марковић                                                                 |
| Сестра Кохорт         | Амбер Бела Муз        | Ива Манојловић (С1—2) Снежана Нешковић (С3—5)                                  |
| Бебац                 | Бен Жиру              | Марко Марковић                                                                 |
| Дрекс                 | Томи Вокер            | Немања Живковић                                                                |
| Роб Мос               | Џефри Винсент Парис   | Томаш Сарић                                                                    |
| Џос Мос               | Шелби Симонс          | Ивона Рамбосек                                                                 |
| Натали                | Дре Свејн             | Сања Поповић                                                                   |
| Гвен                  | Кортни Хенгелер       | Софија Јуричан                                                                 |
| Френкини              | Френки Гранде         | Немања Живковић (говор) Милан Антонић (певање)                                 |
| Џек Фритлман          | Алек Мапа             | Лако Николић                                                                   |
| Бјанка                | Меве Томалти          | Маријана Живановић                                                             |
| Кортни Шам            | Џејда Фејсер          | Марина Кауцки                                                                  |
| Лејси Ламбер          | Кетлин Карлсон        | Марина Кауцки                                                                  |
| Паула Макијато        | Амаја Милер           | Јована Чуровић                                                                 |
| Џек Свегер            | Џејлен Томас Брукс    | Mateya                                                                         |
| Френ                  | Лесли Корејн          | Ана Симић                                                                      |
| Пајпер из будућности  | Деби Меклауд          | Ана Симић                                                                      |
| Диди Волнат           | Дајна Дули            | Ана Кораћ                                                                      |
| Полицајка Лејси       | Бријана Кенеди        | Данина Јефтић                                                                  |
| Гђица Шервуд          | Венди Браун           | Сања Поповић                                                                   |
| Г. Берман             | Родни Ј. Хобс         | Лако Николић                                                                   |
| Гђа Вајнер            | Менди Џун Турпин      | Марија Видаковић                                                               |
| Гђа Хендрикс          | Кејт Кук              | Ива Кевра                                                                      |
| Нејт грађевинац       | Метју Даунс           | Милан Тубић                                                                    |
| Меган                 | Девин Сидел           | Јована Чуровић                                                                 |
| Брајан Бендер         | Џонатан Чејс          | Милош Дашић                                                                    |
| Евелин Хол            | Ана Ленес             | Јована Чуровић                                                                 |
| Фиби Тандерман        | Кира Косарин          | Маријана Живановић                                                             |
| Макс Тандерман        | Џек Грифо             | Предраг Дамњановић                                                             |
| Бејб Керано           | Кри Чикино            | Ана Поповић                                                                    |
| Кензи Бел             | Медисон Шипмин        | Сања Поповић                                                                   |
| Хадсон Гамбл          | Томас Кук             | Иван Павличић                                                                  |
| Трипл Џи              | Бенџамин Флорес Јр.   | Никола Тодоровић                                                               |
| Дабл Џи               | Кел Мичел             | Стеван Пиале                                                                   |
| Арк                   | Овен Џојнер           | Mateya                                                                         |
| Сијара                | Данијела Перкинс      | Мина Ненадовић                                                                 |
| Рајкер                | Гено Сеџерс           | Павле Јеринић                                                                  |

## Пријем

### Критике
На основу 72 рецензије родитеља, на сајту Common Sense Media, серија је добила 3 од 5 звездица.

### Гледаност
| Сезона | Епизоде | Прва епизода        | Прва епизода       | Последња епизода  | Последња епизода   | Прос. гледаоца (милиони) |
| Сезона | Епизоде | Датум               | Гледаоци (милиони) | Датум             | Гледаоци (милиони) | Прос. гледаоца (милиони) |
| ------ | ------- | ------------------- | ------------------ | ----------------- | ------------------ | ------------------------ |
| 1      | 25      | 26. јул 2014.       | TBD                | 16. мај 2015.     | TBD                | 1.75                     |
| 2      | 18      | 12. септембар 2015. | TBD                | 17. јул 2016.     | TBD                | 1.80                     |
| 3      | 19      | 17. септембар 2016. | TBD                | 7. октобар 2017.  | TBD                | 1.91                     |
| 4      | 20      | 21. октобар 2017.   | TBD                | 20. октобар 2018. | TBD                | 1.25                     |
| 5      | 39      | 3. новембар 2018.   | TBD                | 21. март 2020.    | TBD                | 0.97                     |

### Награде и номинације
| Година | Награда                                             | Категорија                                                                       | Статус     | Реф   |
| ------ | --------------------------------------------------- | -------------------------------------------------------------------------------- | ---------- | ----- |
| 2015.  | Додела награда по избору деце 2015.                 | омиљена ТВ емисија                                                               | Номинација | [ 2 ] |
| 2016.  | Додела награда по избору деце 2016.                 | омиљена ТВ емисија                                                               | Номинација | [ 3 ] |
| 2017.  | Додела награда по избору деце 2017.                 | омиљена ТВ емисија — дечја емисија                                               | Освојено   | [ 4 ] |
| 2018.  | Награде „Muahs”                                     | дечји и тинејџерски програм: најбоља шминка                                      | Освојено   | [ 5 ] |
| 2018.  | Награде „Muahs”                                     | дечји и тинејџерски програм: најбоље фризуре                                     | Освојено   | [ 5 ] |
| 2018.  | Додела награда по избору деце 2018.                 | омиљена ТВ емисија                                                               | Номинација |       |
| 2019.  | Додела награда по избору деце 2019.                 | омиљена смешна ТВ емисија                                                        | Номинација | [ 6 ] |
| 2020.  | Додела награда по избору деце 2020.                 | омиљена дечја ТВ емисија                                                         | Освојено   | [ 7 ] |
| 2020.  | 72. додела награда Еми за програм у ударном термину | изванредна координација каскадера у хумористичкој серији или варијетном програму | Номинација | [ 8 ] |
| 2021.  | Додела награда по избору деце 2021.                 | омиљена дечја ТВ емисија                                                         | Номинација | [ 9 ] |

## Други медији

### Кросовер епизоде
Серија садржи по једну једноделну, дводелну и троделну кросовер епизоду. Све три, заједно са епизодом Babe Loves Danger, чине маратон Henry Danger: Friendgame (прев. Хенри Опасност: Пријатељске игре), који је 11. маја 2019. емитован на Nickelodeon-у. Плакат маратона је направљен као шаљива верзија научнофантастичног суперхеројског филма Осветници: Крај игре, емитованог непуних месец дана раније.
Дводелна епизода  (прев. Опасност и Тандер) је кросовер са серојом Тандерменови. Премијеру је имала 18. јуна 2016. године, са гледаношћу од 2,24 милиона. Капетан Мен, Кид Опасност и Фиби Тандермен одлазе на тајни стастанак Свелвјуошких зликоваца, маскирани у „Три мућаћоса” — зликовачки трио који чине два брата и сестра пореклом из Канаде. Међу присутнима на састанку је и Фибин брат близанац — Макс — којег она покушава да одговори од помагања зликовцима.
Троделна епизода  (прев. Опасне игре) кросовер је са серојом Развали игру. На дан премијере, 25. новембра 2017, епизоду је одгледало 1,91 милион људи. Након што откривају план доктора Мињака да упропасти хуманитарни концерт Дабл Џија, Капетан Мен и Кид Опасност се удружују са екипом компаније „Развали игру” (Бејб, Кензи, Хадсоном и Трипл Џијем) како би поразили Мињака и спасили концерт. У међувремену, екипа „Развали игру” открива идентитет Кида Опасност.
Последњи кросовер, епизода  (прев. Витезови и Опасност), одигран је са серијом Чета витезова. Епизоду је гледало 1,32 милиона људи на дан премијере, 2. фебруара 2019. године.